# Инакаяль
Модесто Инакаяль (исп. Modesto Inacayal; 1833, Патагония — 26 сентября 1888, Ла-Плата, Буэнос-Айрес) — вождь (касик) племени теуэльче, живший в XIX веке в северной части аргентинской Патагонии.

## Биография
Родился в 1833 году в Патагонии. Сын вождя теуэльче Уинкауаля. Он был одним из последних, кто, командуя тремя тысячами человек, сопротивлялся так называемому «Завоеванию пустыни» армии генерала Хулио Архентино Роки.
Неожиданное наступление колонн под командованием полковника Конрадо Вильегаса изгнало палатки индейцев Инакаяля, которые стояли лагерем у истока реки Лимай на озере Науэль-Уапи на юге. Он был авторитетным вождем, участвовавшим в работе парламента Сайуэке. Обоим пришлось отступить в Чубут, где они в течение трех лет сопротивлялись преследованиям аргентинских военных.
В 1884 году Инакаяль сдался вместе с последними вождями, копейщиками и чернью в форте Хунин-де-лос-Андес. Его взяли в плен и подвергли различным перемещениям. Он был освобожден из военной тюрьмы благодаря вмешательству известного исследователя Франсиско П. Морено, который был ему многим обязан за гостеприимство вождя во время путешествий эксперта по региону. Инакаяль закончил свои дни в качестве живой экспозиции в Музее естественных наук Ла-Платы, которым руководил Морено.
Он умер по неизвестным причинам и при сомнительных обстоятельствах 26 сентября 1888 года. Его останки были захоронены в Текке, в провинции Чубут. Реституция его скелетных останков положила начало современному процессу реституции в Музее Ла-Платы, но только в 2014 году была проведена дополнительная реституция его мозга и кожи головы, которые были переданы представителям общин мапуче-теуэльче в Чубуте.
Клементе Онелли написал о своих последних часах:
«Однажды, когда заходящее солнце окрашивало величественные пропилеи этого здания в пурпурный цвет (…), поддерживаемый двумя индейцами, Инакаяль появился там, на монументальной лестнице; он сорвал с себя одежду, одежду захватчика его родины, обнажил свой золотой торс, похожий на коринфский металл, сделал жест солнцу, еще один очень длинный жест в сторону юга; он произнес неизвестные слова, и в сумерках подавленная тень этого старого владыки земли исчезла, словно быстрое воскрешение мира. В ту же ночь Инакаяль умер, возможно, счастливый от того, что победитель позволил ему приветствовать солнце его родины».